# Bataille de Megiddo (609 av. J.-C.)
Pour les articles homonymes, voir Bataille de Megiddo.
La bataille de Megiddo, en 609 av. J.-C., est une bataille racontée dans le Deuxième livre des Chroniques (2Ch 35,22-24). Selon le récit biblique, elle aurait opposé l'armée égyptienne du pharaon Nékao II aux troupes du royaume de Juda menées par leur roi Josias. Les troupes égyptiennes se portaient au secours des Assyriens, alors envahis par les troupes babyloniennes de Nabopolassar. Ils sont bloqués sur la Via Maris au niveau de Megiddo par l'armée de Josias. Les Égyptiens remportent la bataille et Josias est tué par un archer.
En référence à cette bataille, le terme Armageddon est employé pour qualifier une destruction catastrophique.
Le passage parallèle du Deuxième livre des Rois (2R 23,29) ne mentionne pas de bataille. Il indique seulement que Nékao a tué Josias à Megiddo, mais sans fournir d'explication. Il reste volontairement vague sur les circonstances de la mort de Josias. La version des Chroniques a été mise en doute par les historiens. En effet, le royaume de Juda était alors vassal de l’Égypte. Il semble peu vraisemblable que Josias ait eu les capacités militaires pour s'opposer à l'armée égyptienne. Il semble plus crédible de considérer que Josias s'est présenté devant Nékao et qu'il a été exécuté pour des raisons politiques, peut-être parce que sa loyauté à l’Égypte avait été mise en doute.